# Cadenas de nieve automáticas

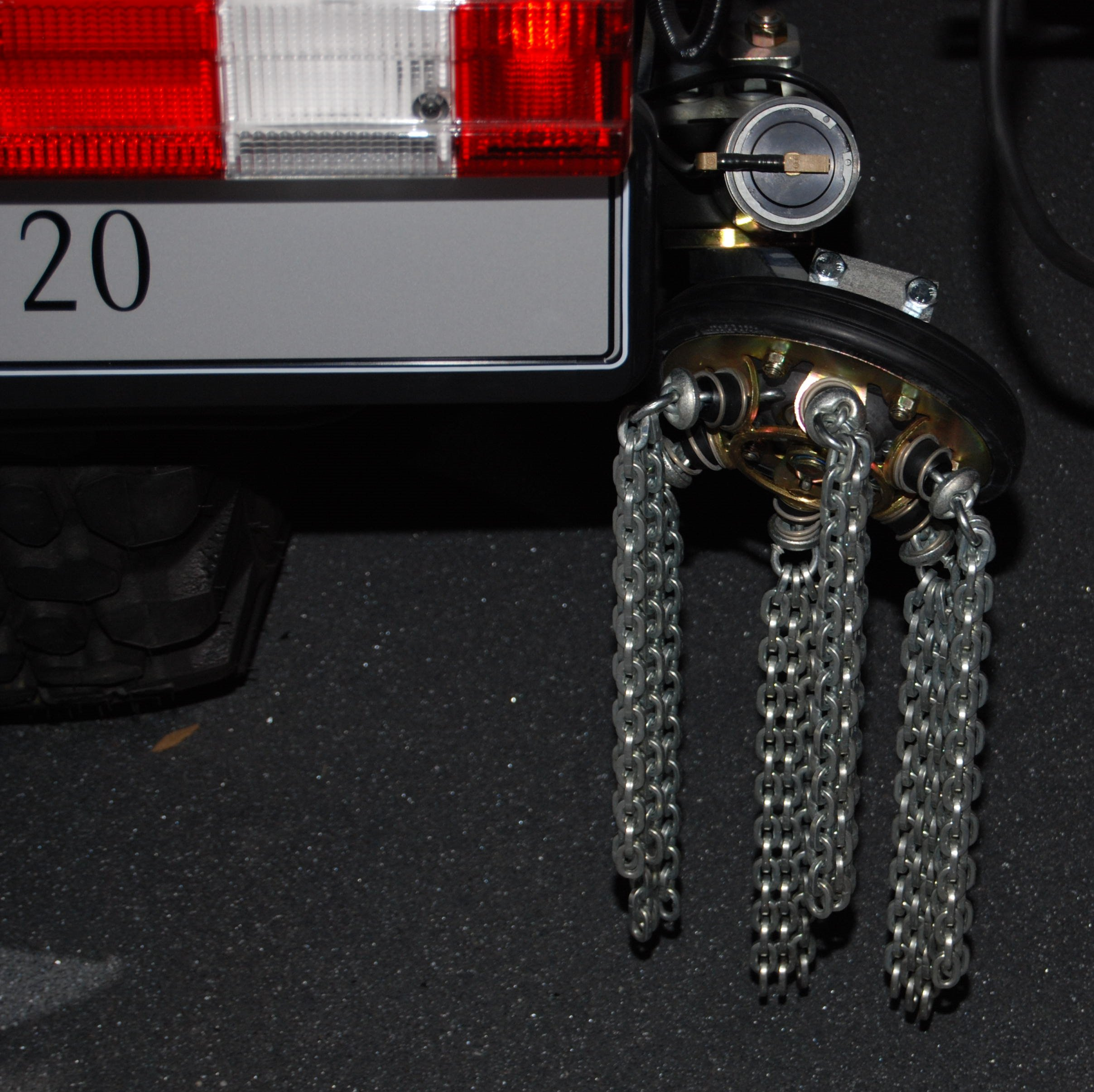

OnSpot - Cadenas de nieve automáticas ( OnSpot - det automatiska slirskyddet), originalmente llamado InstaChain, es un mecanismo automático de cadenas para la nieve . El sistema fue creado en 1977 por el inventor sueco Göran Torneback, que lo equipó en un camión de reparto de leche. El sistema consiste en dos ruedas con cadenas operadas por el conductor. Cuando las ruedas se conectan a los flancos de los neumáticos, se lanzan las cadenas, por rotación, bajo los neumáticos; por lo que siempre hay al menos una cadena entre el neumático y la carretera. Está diseñado para trabajar sobre hielo, nieve compacta y con un máximo de 15 cm de nieve; y es una aplicación depurada de una patente estadounidense de 1915 atribuida a W.H. Putnam.

## Especificaciones técnicas
- Rango de velocidades de uso: 0-50 km/h
- Tiempo de activación: 2 – 3 segundos
- Tensión eléctrica: 12 o 24 V
- Intensidad: 8 A
- Presión de aire: 7 – 10 bar
- Peso: 18 kg/lado
- Cadenas: 6, 12 o 18 cadenas y 6 eslabones cada una

## Desventajas
El sistema está diseñado para su uso en emergencias, como medida preventiva cuando se encuentran condiciones deslizantes en la carretera para ofrecer un mayor agarre durante la conducción y el frenado. El sistema puede ofrecer al conductor una sensación de falsa seguridad, y debe tener en cuenta que no es infalible. El dispositivo no es útil sobre capas mayores a 15 cm de nieve, por lo que el conductor debe montar cadenas tradicionales en dichas condiciones.